# Polesskaya
Le Polesskaya (en biélorusse : « cheval des bois »), ou en français cheval de Polésie, est une race de poneys primitifs, originaires de la Polésie, en Biélorussie. Ils sont devenus rares.

## Histoire
Les origines sont indéniablement très anciennes, probablement liées au Tarpan. La race a été croisée avec l'Arabe, le trotteur d'Orlov, le Døle Gudbrandsdal, le trait russe et le trait soviétique, laissant peu d'influence en raison de l'inadaptation de ces chevaux au biotope local,.

## Description
D'après le guide Delachaux, les femelles toisent en moyenne 1,38 m à 1,40 m, les mâles 1,42 m à 1,44 m. L'ouvrage de CAB International (2016) indique une taille de 1,38 m à 1,52 m. D'après la base de données DAD-IS, le modèle est celui du poney primitif de type Konik, dont le Polesskaya forme une variante, tout comme le Žemaitukas lituanien. il existe deux types, un léger et un lourd. 
La tête est de profil rectiligne. Le poitrail est large, le garrot peu sorti, le dos assez long, droit, et solide. Les membres, solides, sont terminés par des sabots durs.
La robe peut-être baie, noire, alezane, grise, le plus souvent avec gène Dun, incluant le souris et le louvet. Les marques primitives sont fréquentes, notamment la raie de mulet et les zébrures sur les membres.

## Utilisations
La race est élevée pour la traction, l'agriculture, et la production de viande. Ces chevaux peuvent convenir en équitation sur poney, et en tourisme équestre. 

## Diffusion de l'élevage
Le Polesskaya est propre à la Polésie, dans une région de marécages et de forêts, les marais de Pinsk. Cette région est partagée entre la Biélorussie et l'Ukraine.
Le niveau de menace pesant sur la race n'est pas connu dans DAD-IS. L'étude menée par l'Université d'Uppsala, publiée en août 2010 pour la FAO, signale le polesian comme race de chevaux locale européenne en danger d'extinction. 